# Gare d’Ax-les-Thermes
Gare d'Ax-les-Thermes – stacja kolejowa w Ax-les-Thermes, w departamencie Ariège, w regionie Oksytania, we Francji. 
Została otwarta w 1888 przez Compagnie des chemins de fer du Midi et du Canal latéral à la Garonne. Jest zarządzana przez SNCF (budynek dworca) i przez RFF (infrastruktura). 

## Położenie
Znajduje się na Portet-Saint-Simon – Puigcerda, w km 133,109, na wysokości 702 m n.p.m., pomiędzy stacjami Luzenac - Garanou i Mérens-les-Vals. 

## Linie kolejowe
- Portet-Saint-Simon – Puigcerda